# Johann Baptist Schenk

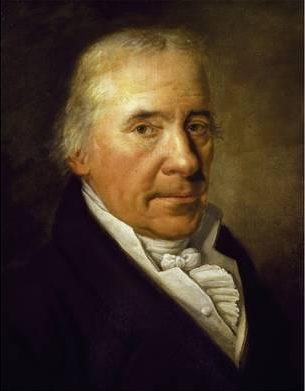
Johann Baptist Schenk

Johann Baptist Schenk (auch Schenck) (* 30. November 1753 in Wiener Neustadt; † 29. Dezember 1836 in Wien) war ein österreichischer Komponist.

## Leben
Johann Schenk wurde am 1. Dezember 1753 in der Hauptpfarre von Wiener Neustadt als Joannes Evangelist getauft. Er wurde als Chorknabe von Antonio Tomaselli im Gesang ausgebildet, bevor er in Baden (Niederösterreich) zu Anton Stoll kam, der ihm Generalbass-, Violin- und Blasinstrumentenunterricht erteilte. Von 1773 bis 1779 wurde er in Wien von Georg Christoph Wagenseil in Komposition unterrichtet, hier lernte er die Werke Palestrinas, Galuppis, Hasses und Händels kennen und im Klavierunterricht die Werke Bachs und Händels.
1780 wurde eine Messe Schenks im Stephansdom aufgeführt und 1779 sein Stabat mater. In dieser Zeit begann er eine erfolgreiche Tätigkeit als Komponist von Singspielen und volkstümlichen Opern. Ende der 1780er Jahre entstanden zahlreiche instrumentale Kompositionen. Schenk verdiente seinen Lebensunterhalt in erster Linie als Klavier- und Kompositionslehrer.
Schenks bedeutendster Schüler war der junge Ludwig van Beethoven, dem er 1793 Kontrapunkt-Unterricht erteilte. Über den Unterricht hat er sich in seiner 1830 entstandenen autobiographischen Skizze, deren Original das Benediktinerstift Göttweig besitzt, detailliert geäußert.
Von seinen zahlreichen, durch sprudelnden Humor und Melodienfluss ausgezeichneten Arbeiten dieser Gattung verdienen die Bühnenwerke, die der Gattung des deutschen Singspiels angehören, wie sie durch Reformbemühungen von Kaiser Joseph II. eine Blüte erlebten, hervorgehoben zu werden, darunter Der Dorfbarbier (1795), dessen Prager Aufführung von Carl Maria von Weber geleitet wurde, Der Bettelstudent (1796) und Der Faßbinder (1802). Der Versuch einer Oper nach dem Vorbild Glucks scheiterte. Schenks letzte Ruhestätte ist der Sankt Marxer Friedhof in Wien.

## Werke (Auswahl)
- Kirchenmusik (2 Messen, Stabat Mater, 2 Litaneien, Miserere)
- Mehrere Kantaten
- Etwa 20 Singspiele (von denen einige nicht aufgeführt wurden)
- 10 Sinfonien
- Ouvertüren
- 3 Konzerte für Pedalharfe
- 5 Streichquartette und weitere Kammermusik
- „Grundsätze des Generalbasses durch Beyspiele erläutert“ (Autobiographische Skizze, 1830)